# Mormonia insolabilella
Mormonia insolabilella är en fjärilsart som beskrevs av Embrik Strand 1914. Mormonia insolabilella ingår i släktet Mormonia och familjen nattflyn. Inga underarter finns listade i Catalogue of Life.